# Eagle (Nebraska)
Pour les articles homonymes, voir Eagle.
Eagle est un village du comté de Cass, dans l'État du Nebraska, aux États-Unis. En 2020, il comptait une population de 1 065 habitants.